# Lambres
 Lambres  es una población y comuna francesa, situada en la región de Norte-Paso de Calais, departamento de Paso de Calais, en el distrito de Béthune y cantón de Norrent-Fontes.

## Demografía
| 816 | 884 | 892 | 1013 | 1042 | 937 |
| Para los censos de 1962 a 1999 la población legal corresponde a la población sin duplicidades (Fuente: INSEE [Consultar]) |     |     |      |      |     |